# Broadcast (vidéo)
Pour les articles homonymes, voir Broadcast.
Le terme Broadcast caractérise, dans le milieu de la technique vidéo ou radiophonique, un enregistrement audio ou vidéo qui respecte les normes de diffusion professionnelles, que ce soit au niveau de la qualité, du support, du niveau de contraste, etc.
Un tel enregistrement peut être susceptible d'être diffusé sur des canaux de radio ou de télévision.